# Ctenomys viperinus
El tuco-tuco arribeño o tuco-tuco de Vipos (Ctenomys viperinus) es una especie de roedor del género Ctenomys de la familia Ctenomyidae. Habita en el noroeste del Cono Sur de Sudamérica.

## Taxonomía
Esta especie fue descrita originalmente en el año 1926 por el zoólogo británico Oldfield Thomas.
Localidad tipo
La localidad tipo referida es: “Ñorcos, cerca de Vipos, provincia de Tucumán, Argentina”.
Caracterización y relaciones filogenéticas
En el año 1961, Cabrera lo sinonimizó con Ctenomys knighti, sin embargo posteriormente otros autores la elevaron nuevamente a la condición de especie plena.

## Distribución geográfica y hábitat
Esta especie se distribuye de manera endémica en el norte de la provincia de Tucumán, noroeste de la Argentina.  

## Conservación
Según la organización internacional dedicada a la conservación de los recursos naturales Unión Internacional para la Conservación de la Naturaleza (IUCN), al tener una distribución poco extendida y sufrir algunas amenazas, la clasificó como una especie “casi amenazada” en su obra: Lista Roja de Especies Amenazadas.